# 黃啟峰
黃啟峰（1984年3月12日—）為臺灣籃球教練、前運動員。黃啟峰從2007年開始效力於超級籃球聯賽璞園建築，2015年高掛球鞋轉任助理教練，2020年擔任P. LEAGUE+桃園領航猿助理教練，2021年改任SBL璞園建築執行教練，2022年重返PLG領航猿。

## 外部連結
- 黃啟峰在fiba.basketball（英语）
- 黃啟峰在Eurobasket.com（球員）（英语）
- 黃啟峰在Eurobasket.com（教練）（英语）